# ميغان 2.0
ميغان 2.0 (بالإنجليزية: M3GAN 2.0) هو فيلم رعب وخيال علمي أمريكي لعام 2025، من إخراج جيرارد جونستون وتأليف أكيلا كوبر. يُعد تكملة لفيلم ميغان الصادر عام 2022، ويشهد عودة أليسون ويليامز وفيوليت ماكجرو إلى الأدوار الرئيسية. يشارك في البطولة أيضًا إيفانا سخنو، تيم شارب، أرسطو أثاري، وجيماين كليمان.

## روابط خارجية
- ميغان 2.0 على موقع IMDb (الإنجليزية)
- ميغان 2.0 على موقع ميتاكريتيك (الإنجليزية)
- ميغان 2.0 على موقع روتن توميتوز (الإنجليزية)
- ميغان 2.0 على موقع ألو سيني (الفرنسية)
- ميغان 2.0 على موقع قاعدة بيانات الفيلم (الإنجليزية)
- ميغان 2.0 على موقع ليتربوكسد (الإنجليزية)